# Colin McRae Rally
Colin McRae Rally, kurz CMR, ist eine Rennspielserie, die von Codemasters für diverse Videospiel-Systeme entwickelt wird und die Rallye-Weltmeisterschaft simuliert. Namensgeber für das Spiel war der erfolgreiche schottische Rallyefahrer Colin McRae (1968–2007), der Rallye-Weltmeister des Jahres 1995. Der erste Teil der Serie erschien 1998. Nach Teil 5 wurde die Serie ab 2007 mit Ablegern unter dem Titel Dirt fortgesetzt, die ab Teil 3 nicht mehr Colin McRae Rally im Titel trugen. Zur Dirt-Reihe erschienen mit den beiden Dirt-Rally-Teilen Ableger mit einem realistischeren Rallye-Simulationsansatz.

## Teile der Serie
Es wurden insgesamt zehn Teile der Serie veröffentlicht:

### Colin McRae Rally (1998)
Der erste Teil der Serie erschien im Frühjahr 1998 für Sony PlayStation und konnte gegenüber V-Rally vor allem wegen der realistischeren Umsetzung des Rallyesports punkten und gute Kritiken einfahren. Das Spiel bietet acht damals aktuelle Rallyefahrzeuge (u. a. das Weltmeisterfahrzeug von Colin McRae, einen Subaru Impreza, Renault Mégane, Mitsubishi Lancer, Ford Escort RS Cosworth). sowie vier freispielbare Rallye-Klassiker (u. a. Lancia Delta, Audi quattro und Ford Escort ’75). Es wurden acht internationale Rallyes (Neuseeland, Griechenland, Monaco, Australien, Schweden, Korsika, Indonesien und Großbritannien) umgesetzt, die abwechslungsreich gestaltet waren und auch erst nach und nach freigespielt werden können. Neben normalen alleine gefahrenen Wertungsprüfungen bot das Spiel auch als Super-Extra-Etappen einen dem Race of Champions ähnlichen Wettkampf gegen einen auf einer getrennten Bahn fahrenden Gegner. Anders als viele Rallyespiele seiner Zeit, wie eben auch V-Rally, bot CMR keinen Arcade-Modus, der einen Rennwettbewerb gegen andere Autos geboten hätte.
CMR war seinerzeit sehr erfolgreich, insbesondere weil es eine gute Mischung aus Realismus und Spielbarkeit bot. Dem als Zielgruppe anvisierten Konsolenpublikum waren realistische Simulationen wie Grand Prix Legends oder die Rally-Championship-Serie der Firma Magnetic Fields zu komplex, weshalb CMR ein Spiel mit realistischer Präsentation, aber einfacher Beherrschbarkeit war. Das Spiel führte unter anderem die virtuelle Rallye-Schule ein, welche dem Spieler auf einem Übungsparcours grundlegende und fortgeschrittene Fahrmanöver des Rallyesports präsentierte und seine Leistungen überprüfte und bewertete. Durch dieses Element wurde der unerfahrene Spieler zudem an das Spiel herangeführt und nicht sofort einer komplexen Simulation unterworfen.

### Colin McRae Rally 2.0 (2000)
CMR 2 erschien 2000 wieder für PC und PSX, 2002 erschien auch eine Umsetzung für den Game Boy Advance. Es gab nur geringfügige Änderungen wie eine Aktualisierung der Grafik, zusätzliche Fahrzeuge und neue Strecken. Außerdem wurde nun ein Rallycross-ähnlicher Rennmodus gegen Computergegner eingeführt. Eine Portierung war auch für die Dreamcast geplant.

### Colin McRae Rally 3 (2002)
CMR 3 erschien gegen Ende des Jahres 2002 für PC und PlayStation 2. Auch dieses Mal wurde das Spiel nur geringfügig verbessert, was nun Kritik hervorrief. Viele Spieler sahen in CMR 3 nur ein CMR 2.5, da auch hier keine neue Grafikengine verwendet wurde, sondern lediglich eine weitere Aktualisierung der Grafik des Vorgängers.
Ursprünglich plante Codemasters, den Spieler lediglich Colin McRaes damaligen Wagen, einen Ford Focus, steuern zu lassen. Von diesem Plan wurde allerdings abgerückt.

### Colin McRae Rally 04 (2003)
CMR 4 wurde 2003 veröffentlicht und außer für PC und PS2 auch auf Microsofts Xbox portiert. Wieder einmal wurde das bewährte Spielprinzip erneuert, diesmal auch mit neuer Grafikengine. Weitere Neuerungen umfassten historische Rallyeserien (Gruppe B) und einen Streckeneditor. Zudem spiegelte der Name eine den Spielreihen von EA Sports ähnliche Produktstrategie einer jährlichen Aktualisierung eines Lizenzspiels wider.

### Colin McRae Rally 2005 (2004)
Colin McRae Rally 2005 (CMR 5), wurde für zahlreiche Systeme umgesetzt. Neben PC, PS2 und Xbox wurden auch Konvertierungen für die Handhelds PlayStation Portable und Nokia N-Gage programmiert.
CMR 5 enthält erstmals einen so genannten Karriere-Modus, in dem der Spieler nicht sofort aktuelle hochklassige Rallyeautos fährt, sondern sich von langsameren Autos wie der Rallyeversion des VW Polo langsam nach oben arbeitet. Durch Erfolge in einer Serie schaltet der Spieler neue Fahrzeuge frei und sammelt Erfahrungspunkte, die ihm die Teilnahme an weiteren Klassen ermöglichen. Später stehen ihm dann auch Rallye-Legenden wie der Lancia Stratos HF zur Verfügung.

### Colin McRae: DiRT (2007)

Logo von Colin McRae: DiRT

Der sechste Teil der Rallye-Simulation sollte die Serie in eine neue Richtung lenken. Wie das englische Wort Dirt (Dreck) andeutet, legten die Entwickler nun mehr Wert auf den Offroad-Charakter der Rennwettbewerbe. Unter anderem sind diverse Rallycross-Strecken integriert, außerdem gibt es eine Vielzahl neuer Renn-Modi, wie z. B. Trucks. Des Weiteren gibt es mehrere Online-Ligen.
Das Spiel erschien am 15. Juni 2007 (für die Playstation 3 am 14. September 2007, einen Tag bevor Namensgeber Colin McRae bei einem Helikopterunfall ums Leben kam); die Demoversion ist seit dem 24. Mai 2007 verfügbar.
2008 wurde das Spiel von der Fachzeitschrift GameStar mit dem Preis für das beste Sport- und Rennspiel des Jahres ausgezeichnet.

### Colin McRae: DiRT 2 (2009)

Logo von Colin McRae: DiRT 2

Nach dem Tod des Namensgebers Colin McRae äußerte sich Codemasters nicht über den Fortgang oder einen Abschluss der Reihe. Im November 2008 wurde offiziell bestätigt, dass eine weitere Fortsetzung entwickelt wird. Das Spiel soll ein Tribut an den verstorbenen Rennfahrer darstellen, und entsprechend optimistisch waren  die Aussagen des Produzenten Gavin Raeburn zur voraussichtlichen Qualität und den geplanten Schlüssel- und Nebenelementen. Hierzu suchte man, so Raeburn, etwa Inspiration bei der Rallye Paris-Dakar, den X Games sowie dem Race of Champions. Erstmals seit CMR2 gibt es auch wieder Nachtfahrten.
Weiterhin wurde ein Rennfahrer zur technischen Beratung bei der Entwicklung gefunden: Ken Block. Er übernimmt eine zentrale Rolle in der Vermarktung und Werbung um die Spieleserie, nicht zuletzt mit Autovideos auf YouTube und Kleidung, die das Logo des Spieles zeigen.
Das Spiel ist am 11. September 2009 für Konsolen und am 3. Dezember für den PC erschienen. Physik und Grafik im Spiel werden über eine erweiterte Version der für Race Driver: GRID entwickelten Ego-Engine berechnet und dargestellt. Es ist das erste DirectX-11-Rennspiel.

### DiRT 3 (2011)

Logo von DiRT 3

Im März 2010 wurde von Codemasters-Vizepräsident Gavin Cheshire angekündigt, dass die erfolgreiche Colin McRae: DiRT Serie mit einem dritten Teil fortgesetzt wird. Das Spiel wurde am 24. Mai 2011 für PS3, Xbox 360 und für Windows veröffentlicht. Feral Interactive veröffentlichte am 29. Januar 2015 eine Version für MacOS.
Im Vergleich zum Vorgänger DiRT 2 sind neue Wetterbedingungen und neue Spielmodi hinzugekommen: So gibt es nun wieder Rennen bei Schnee, Niederschlag und Dunkelheit. Ein neuer Gymkhana-Modus lässt den Spieler einen Hindernisparcours durchfahren, bei dem durch Tricks wie Driften, Donuts oder Sprünge möglichst viele Punkte erlangt werden müssen. Außerdem gibt es einige Party-Spiele, wie zum Beispiel Holzaufsteller überfahren oder eine Capture-the-Flag-Variante. Das Spiel erlaubt es jetzt, Videos direkt auf YouTube hochzuladen.
Ken Block nimmt, insbesondere bei den Gymkhana-Events, wieder eine beratende und werbende Stellung ein.

### DIRT Showdown (2012)
Am 12. Dezember 2011 wurde der neunte Teil der Serie mit einem Trailer angekündigt. Es erschien am 24. Mai 2012 für PC, PS3 und Xbox 360. Anders als die Vorgänger ist das Spiel eher arcadelastig ausgelegt. Es gibt die bekannten Rundenrennen aber auch Demolition- und Stuntevents. Das Spiel beinhaltet einen Online-Mehrspieler-Modus für bis zu acht Mitspieler.

### Colin McRae Rally (2013)
Das Spiel Colin McRae Rally teilt seinen Namen mit dem ersten Teil der Reihe von 1998, die Inhalte stammen aber vom zweiten Teil Colin McRae Rally 2.0. Diese Version wurde 2013 für iOS veröffentlicht. Diese Fassung wurde 2014 bei Steam veröffentlicht. Für enttäuschte Kunden, die ein umfangreiches Computerspiel-Remake erwarteten und stattdessen die Portierung eines Mobile Games erhielten, legte Hersteller Codemasters mit einer Rücknahmeaktion auf.

### DiRT Rally (2015)
Am 26. April 2015 kündigte Codemasters einen neuen Ableger der DiRT-Spielereihe mit dem Namen Dirt Rally (Eigenschreibweise DiRT Rally) an, welcher am selben Tag in das Early-Access-Programm der Spieleplattform Steam aufgenommen wurde. Seit dem 7. Dezember 2015 ist das Release als Download für den PC auf Steam erhältlich. Eine Veröffentlichung für die PlayStation 4, Xbox One und als PC-DVD war für den 5. April 2016 geplant. Am 2. März 2017 folgte die von Feral Interactive umgesetzte Portierung für Linux. DiRT Rally ist damit die erste verfügbare kommerzielle Rally-Simulation auf dem freien Betriebssystem.
Mit Dirt Rally legte Codemasters den Fokus im Gegensatz zu seinen Vorgängern wieder mehr auf Simulation und ähnelt damit den älteren Colin-McRae-Rally-Teilen. Es sind drei verschiedene Renn-Modi verfügbar: klassische Rallyeetappen, Hillclimb und Rallyecross. Dazu kommen wechselnde Online-Events und ein Rallyecross-Multiplayermodus. Im Dezember 2015 enthielt das Spiel 39 Fahrzeuge aus verschiedenen Epochen, u. a. Mini Cooper S, Ford Escort ’75, BMW M3, Subaru Impreza, Audi Sport quattro, Lancia Delta, Ford RS200, Citroën C4 WRC, Ford Fiesta RS WRC und VW Polo R WRC. Es sind Rallye-Etappen in sechs Ländern spielbar: Deutschland, Griechenland, Finnland, Monte Carlo, Schweden und Wales. Weiterhin sind Rallyecross-Strecken in England, Norwegen und Schweden und als Hillclimb-Strecke Pikes Peak verfügbar. Die Strecken sind teilweise bekannt aus Dirt 3.
Seit Mitte Februar 2017 steht ein DLC zum Kauf bereit, das eine Virtual-Reality-Unterstützung gewährleistet. Neben einem gänzlich neuen Gefühl bringt der Zusatzinhalt einen neuen Spielmodus ins Spiel, in dem man die Rolle des Co-Piloten übernimmt, während ein Mitspieler das Fahrzeug steuert.

### DiRT 4 (2017)
Anfang 2017 kündigten Codemasters und Koch Media offiziell DiRT 4 an, das schließlich am 9. Juni 2017 in den Handel kam. Abhängig vom Erfolg des VR-DLCs für DiRT Rally sollte der Teil der Serie über Virtual-Reality-Unterstützung verfügen, wozu es allerdings nicht kam.

### DiRT Rally 2.0 (2019)
Am 26. Februar 2019 erschien mit DiRT Rally 2.0 ein direkter Nachfolger zu DiRT Rally. Von vielen Spielern wurde die, selbst für den Einzelspieler-Modus nötige, Online-Pflicht kritisiert. Am 8. August wurde mit Patch 1.7 ein Virtual-Reality-Support nachgeliefert.

### DiRT 5 (2020)
Im Mai 2020 kündigte Codemasters DiRT 5 an. Das Spiel erschien im November 2020 für PC, Xbox One, PlayStation 4, PlayStation 5 und Xbox Series X/S.